# Ctenoplusia vermiculata
Ctenoplusia vermiculata là một loài bướm đêm trong họ Noctuidae.